# Neurônios em fuso

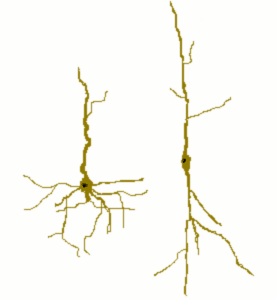
Desenho de um neurônio em fuso (Direita) comparado a um neurônio piramidal normal (esquerda

Os neurônios em fuso, também chamadas neurônios de von Economo (VEN por sua sigla em inglês), são um tipo específico de neurônio caracterizados por seu corpo celular fusiforme que se estreita gradualmente num axônio apical numa direção e um dendrito sozinho no polo oposto. Enquanto outros tipos de neurônio tendem a ter muitos dendritos, a morfologia polar dos neurônios em fuso é única. São encontradas em duas zonas muito restritas do cérebro dos homínidos, o córtex cingulado anterior (CCA) e a ínsula. Recentemente descobriu-se sua presença no córtex dorsolateral pré-frontal em humanos. Os neurônios em fuso também se encontram no cérebro das baleias jubarte, orcas, cachalotes, golfinhos-roaz, golfinhos-de-risso, belugas e em elefantes asiáticos e africanos. O nome de von Economo vem de seu descobridor, Constantin von Economo (1876-1931), que as descreveu em 1929.

## Funções
Os neurônios em fuso são células relativamente grandes que permitem uma comunicação rápida através de áreas amplas do cérebro de grandes simios, elefantes e cetáceos.  Os cientistas têm atribuído a eles funções em habilidades cognitivas como a percepção do savantismo e o tom perfeito na dislexia e o autismo. Ainda que são comuns em comparação com outros neurónios, os neurônios em fuso são  relativamente abundantes, em general, nos humanos.

## Importância evolutiva
A observação de que os neurônios em fuso ocorre num grupo muito específico de animais tem levado à especulação de que são de grande importância na evolução humana e na função cerebral. Sua restrição, entre os primatas, aos grandes simios leva à hipótese de que se desenvolveu quando muito faz 15-20 milhões de anos, anterior à divergência dos orangutanes dos grandes simios africanos. A descoberta dos neurónios em fuso em diversas espécies de baleias tem levado à sugestão  de que são "uma possível e obrigatória adaptação neuronal em cérebros muito grandes, permitindo o processamento rápido da informação e a transferência através de projecções muito específicas e que evoluíram em relação ao surgimento de comportamentos sociais".p. 254 Sua presença nos cérebros dessas espécies  pode ser um exemplo de evolução convergente.